# Ordinaltal
Ordinaltal eller ordenstal er tal brugt til at angive placeringer på en ordnet liste: Første, anden, tredje, osv., i modsætning til kardinaltal, som siger, "hvor mange der er": En, to, tre, osv. I grammatik udgør talordene en ordklasse.
I matematikken er et tal a et ordinaltal, hvis man fra et kardinaltal, {\displaystyle \aleph _{n}} kan lave en bijektiv afbildning fra mængden bestående af talrækken fra 0 til {\displaystyle \aleph _{n}} ind i mængden fra 0 til a.
| Matematik | Spire Denne artikel om matematik er en spire som bør udbygges. Du er velkommen til at hjælpe Wikipedia ved at udvide den. |